# Helsinge Kirke
Helsinge Kirke er en kirke i Helsinge Sogn i Gribskov Kommune, tidligere Helsinge Kommune.
De tidligste dele er fra første halvdel af 1100-tallet, mens dele, såsom tårnet, først blev tilføjet i 1500-tallet.
I 1956 skænkede bankbogholder Johannes Hansen kirken et smukt indbundet eksemplar af Christian 3.s bibel i faksimile. Det var i hovedsagen Christiern Pedersen, der oversatte denne første danske bibel til dansk efter Luthers tyske oversættelse. I kirken findes desuden en mindetavle over Christiern Pedersen, som Thor Lange har ladet opsætte.

## Eksterne kilder og henvisninger
- http://www.helsinge-kirke.dk/Helsinge/helskrk.htm Arkiveret 5. september 2005 hos  Wayback Machine
- Helsinge Kirke hos KortTilKirken.dk
- Helsinge Kirke hos danmarkskirker.natmus.dk (Danmarks Kirker, Nationalmuseet)